# Roscoea purpurea
Roscoea purpurea es una de las especies del género Roscoea, que se distingue por sus características. Esta especie es conocida por sus flores de color púrpura brillante que forman densos racimos.
Roscoea es una especie de planta con flores perteneciente a la familia Zingiberaceae, nativa de las regiones montañosas del Himalaya en Asia.

## Características Botánicas
Roscoea purpurea es una planta herbácea perenne que crece hasta aproximadamente 1 metro de altura. Sus hojas son lanceoladas y se disponen en espiral alrededor del tallo. La planta produce vistosas flores de color púrpura que emergen en racimos densos. Cada flor tiene una forma tubular con pétalos recurvados, lo que le confiere un aspecto único y encantador. La especie florece durante la temporada de verano, llenando su entorno con un vibrante espectáculo de color.

## Hábitat y Distribución
Roscoea purpurea es endémica de las regiones del Himalaya, donde se encuentra en altitudes que van desde los 2,000 hasta los 4,000 metros sobre el nivel del mar. Esta planta prefiere crecer en áreas sombreadas y húmedas, como bosques de montaña y laderas cubiertas de hierba. Su distribución natural abarca países como Nepal, Bhután, India y China.

## Usos Culturales y Medicinales
Además de su atractivo ornamental, Roscoea purpurea tiene un lugar especial en la medicina tradicional de algunas comunidades en el Himalaya. Se cree que ciertas partes de la planta tienen propiedades medicinales y se utilizan en la preparación de infusiones para tratar diversas dolencias. 

## Conservación y Estado Actual
Aunque Roscoea purpurea no está actualmente clasificada como una especie en peligro de extinción, su hábitat natural se ve amenazado por la deforestación y otros cambios ambientales. La conservación de esta especie, junto con otras plantas nativas del Himalaya, es crucial para preservar la biodiversidad de la región.